# ملعب سانتاو غولاريوس
استاد سانتاو غولاريوس (بالإنجليزية: Santa Laura-Universidad SEK)‏ هو ملعب كرة قدم يقع في سانتياغو، تشيلي، يتسع لـ 22,000 متفرج. وهو الملعب الرئيسي لنادي يونيون إسبانيولا. بدأ بناء الملعب في 1922 وافتتح في 1923. تم تجديده في 2008.